# (500368) 2012 TS39
(500368) 2012 TS39 es un asteroide perteneciente al cinturón de asteroides, descubierto el 8 de octubre de 2012 por el equipo del Mount Lemmon Survey desde el Observatorio del Monte Lemmon, Arizona, Estados Unidos.

## Designación y nombre
Designado provisionalmente como 2012 TS39.

## Características orbitales
2012 TS39 está situado a una distancia media del Sol de 3,135 ua, pudiendo alejarse hasta 3,535 ua y acercarse hasta 2,735 ua. Su excentricidad es 0,127 y la inclinación orbital 10,79 grados. Emplea 2027,84 días en completar una órbita alrededor del Sol.
Los próximos acercamientos a la órbita de Júpiter se producirán el 18 de marzo de 2087 y el 18 de diciembre de 2170, entre otros.

## Características físicas
La magnitud absoluta de 2012 TS39 es 16,1.